# Hôtel des Postes de Charleroi
L'ancien hôtel des Postes de Charleroi est un immeuble d'angle construit en 1907 dans un style néo-régional. Situé à l'angle du boulevard Joseph Tirou et de la Place Verte (anciennement place Albert Ier), il fut classé en 1992 et abrite une librairie depuis 1996.

## Histoire

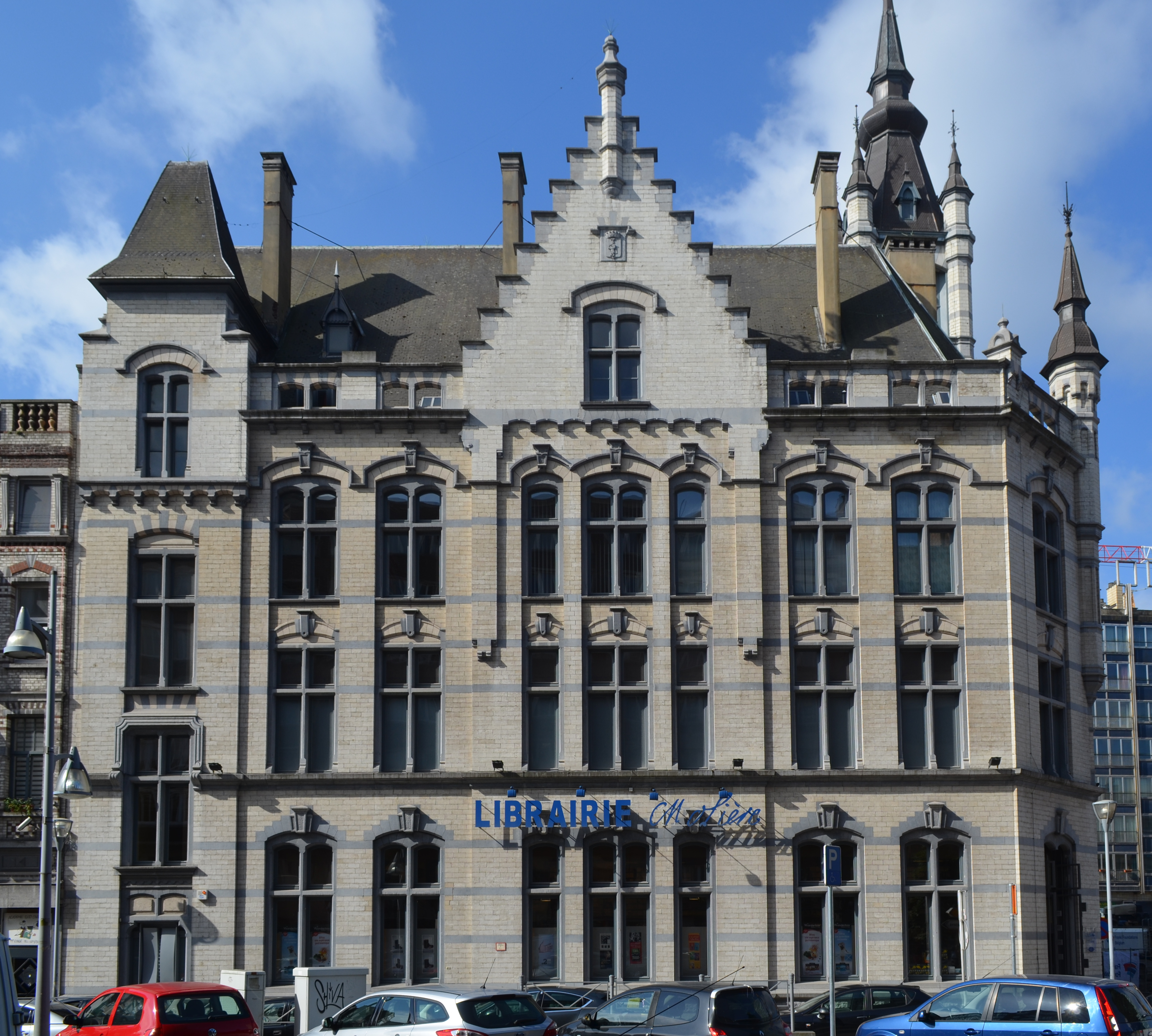
Façade côté boulevard Joseph Tirou

Construit entre 1907 et 1911 pour abriter la Poste Centrale de Charleroi, le bâtiment est un des repères architecturaux et historiques les plus importants de la ville. Il fut bâti par l’architecte principal de l'État, M. de la Croix.
Il conjugue l’esthétique éclectique de la fin du XIXe siècle et les préoccupations plus pragmatiques des réseaux de télécommunications modernes alors en pleine expansion. La tour, qui servait à la dispersion des fils télégraphique, mesure 45 m de haut. On y installa aussi le premier central téléphonique de la région.[réf. nécessaire] Mais cet édifice séculaire témoigne aussi du raffinement architectural de l’époque marquée par le style néo-Renaissance flamande. Beaucoup de détails se retrouvent par exemple dans la façade de l’hôtel de ville de Maldegem construit à la même époque. Côté ouest, un frontispice, qui se mirait dans les eaux de la Sambre jusqu’à la création du boulevard Tirou, rappelle la façade la plus classique du château d’Azay-le-Rideau. Sur la Place Albert, par contre, l’architecte s’est inspiré du style du XIVe siècle : poivrière, chemin de ronde, flèche, et un beffroi trop petit pour abriter un logement mais suffisamment imposant pour être vu de loin. L’alternance des tours de fenêtre en granit bleu et de briques en calcaire (pierre de Gobertange et pierre d'Euville) ajoute de l’élégance à l’ensemble en brisant la monotonie du matériau.

## LibrairieMolière

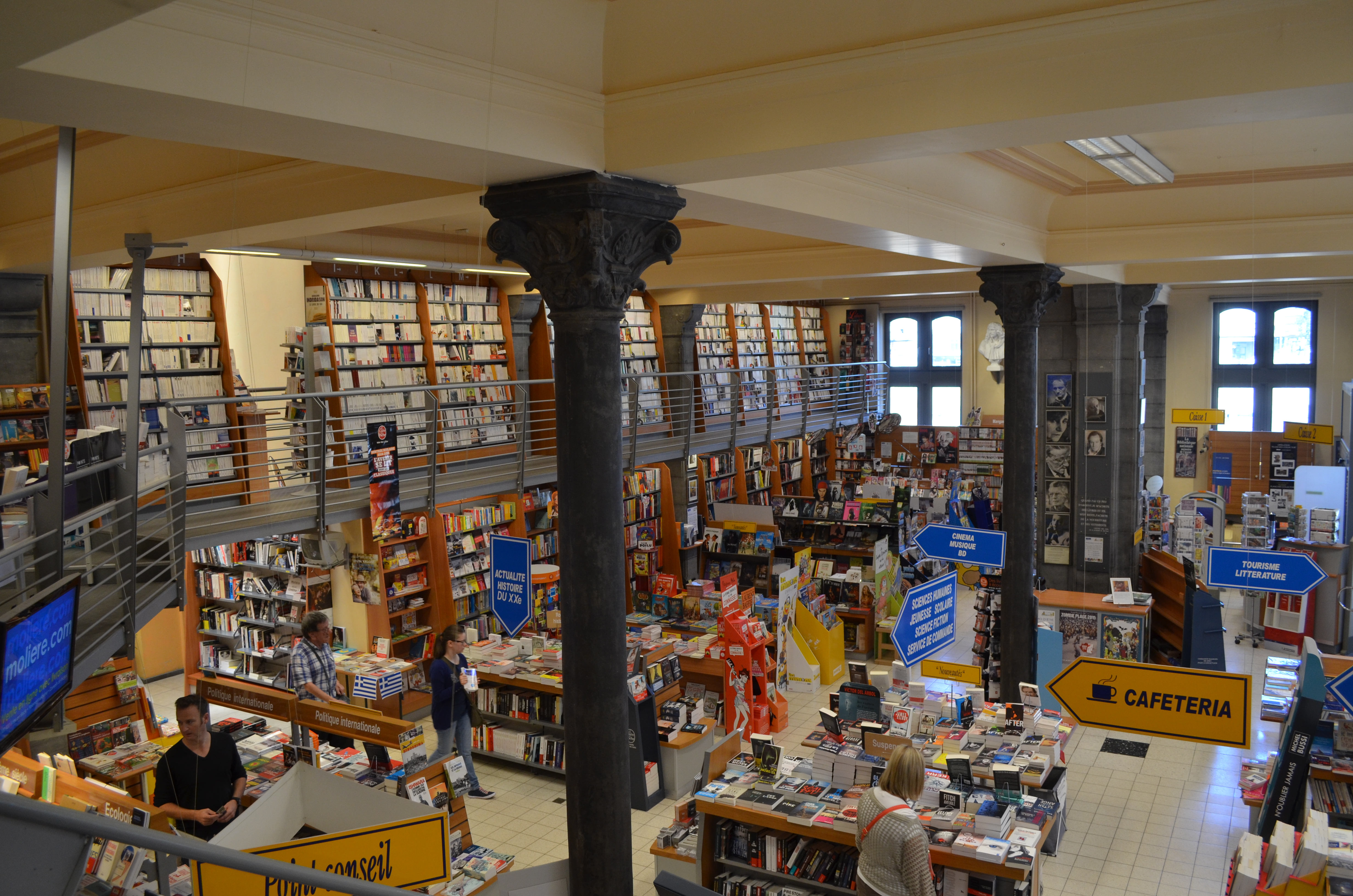
Intérieur du rez-de-chaussée avec colonnes métalliques, poutrelles et charpentes en bois réapparues lors des restaurations de 1996.

Après la période postale le bâtiment fut affecté à divers usages au cours desquels il ne cessa de se dégrader : services de l’inspection médicale pour la fonction publique et l’enseignement, puis bureau des contributions directes, avant d’héberger diverses associations sans but lucratif. Le bâtiment fut classé en 1992. 
La librairie Molière fondée par Thérèse Labye et Serge Bisarello est installée à Charleroi depuis 1983. D'abord dans l'ancienne Taverne du Barreau situé au boulevard Audent où elle dispose d'un espace de 100 m2. Pour pallier le manque de place dû à son essor, la librairie rachète l'immeuble de l'ancien Hôtel des postes et procède à la restauration avec l'aide de la Région wallonne. Les travaux durent 14 mois. La librairie se répartit sur plusieurs niveaux : le rez-de-chaussée de 350 m2 et un étage de 150 m2 dévolu à la littérature de jeunesse. Le grenier est aménagé en salle de conférence.

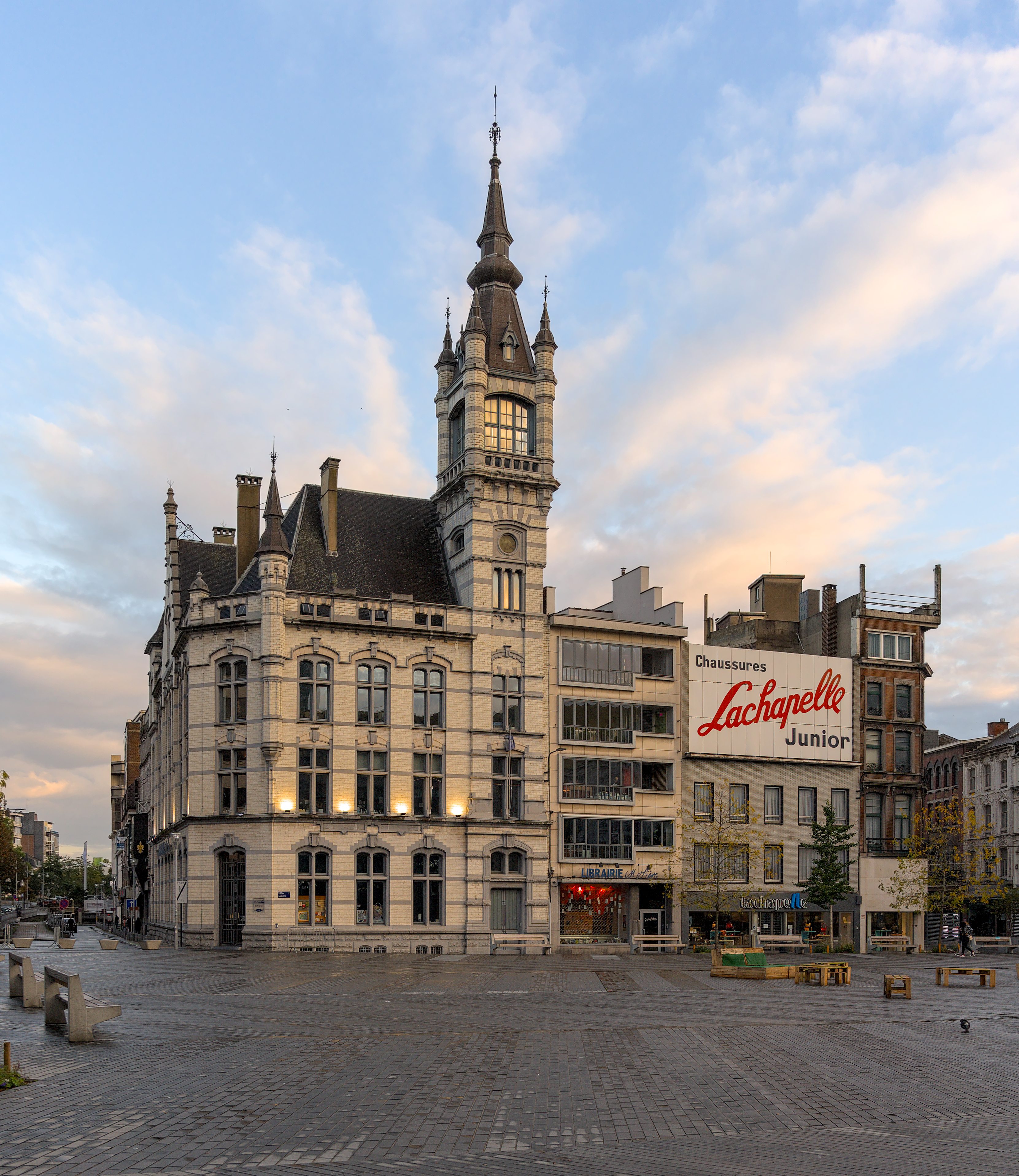
La librairie et le bâtiment voisin construit par Marcel Leborgne.

En 2001, le rez-de-chaussée et le premier étage du bâtiment voisin de la place Albert, œuvre de Marcel Leborgne, est acheté et incorporé à la librairie portant ainsi la surface disponible à 1 000 m2.
La librairie a servi de cadre à une séquence du film Odette Toulemonde.